# Ute Baur-Timmerbrink

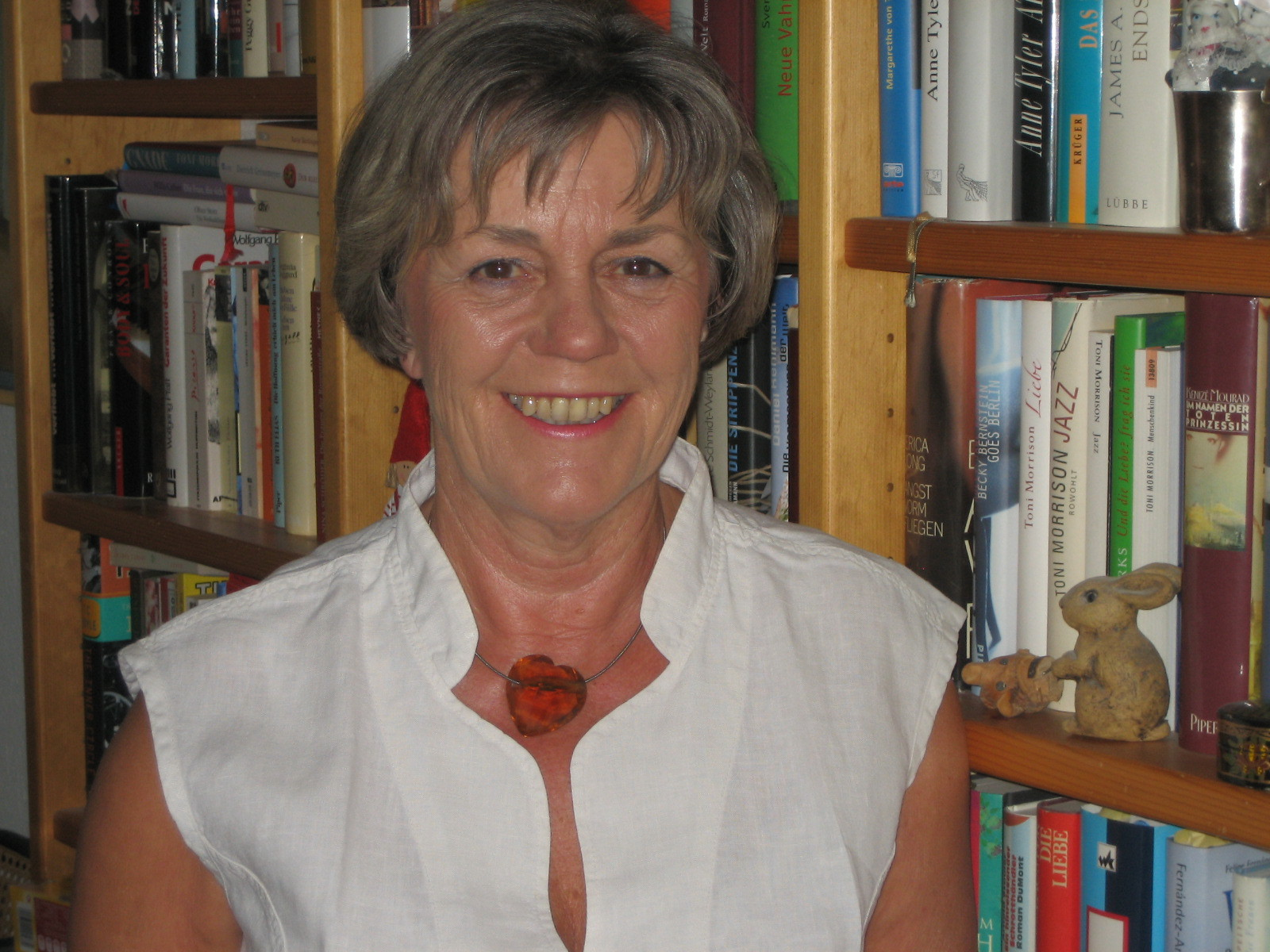
Ute Baur-Timmerbrink 2010

Ute Baur-Timmerbrink (* 15. November 1946 in Vöcklabruck, Oberösterreich) ist eine deutsche Autorin und Wegweiserin für Besatzungskinder.

## Leben
Ute Baur-Timmerbrink wurde in Vöcklabruck als Tochter eines amerikanischen Besatzungssoldaten und einer Deutschen geboren, die seit 1936 mit einem Berufssoldaten der Wehrmacht verheiratet war. Laut ihrer Geburtsurkunde war Baur-Timmerbrink dessen eheliches Kind. Das Ehepaar hatte seit 1938 in Wien gelebt. Im Herbst 1947 wurden Baur-Timmerbrink und ihre Mutter aus Österreich ausgewiesen. Sie übersiedelten nach Bochum in Nordrhein-Westfalen, wohin 1948 auch der aus der Kriegsgefangenschaft entlassene Vater zog.
Nach Aussage Baur-Timmerbrinks sprachen ihre Eltern bis zu ihrem Tod mit ihr nicht über ihre wahre Herkunft. Die Mütter von Besatzungskindern hätten sich in Schweigen gehüllt, „weil wir Kinder vom Feind waren“.
Nach Schule und Berufsausbildung zur Arzthelferin zog Ute Baur-Timmerbrink 1967 nach Stuttgart, heiratete und bekam zwei Söhne. Seit 1996 lebt sie in zweiter Ehe mit dem Juristen und Rechtsanwalt Matthias Timmerbrink in Berlin.

## Wirken
Im Alter von 52 Jahren erfuhr Ute Baur-Timmerbrink, dass ihr Vater ein US-amerikanischer Besatzungssoldat war, und begann nach ihm zu suchen. Der Zugang zu den staatlichen und militärischen Archiven und das Auffinden von Originaldokumenten erwiesen sich als außerordentlich kompliziert und zeitraubend. Anders als bei vielen der allein für Westdeutschland geschätzten 250.000 Besatzungskinder war die Suche erfolgreich. Ihr Vater war der 2002 im Alter von 87 Jahren nach langer Krankheit verstorbene James G. In seinem Nachruf las sie, „dass er zwei Mal verheiratet war, keine Kinder hatte und ein hochgeschätzter Anwalt war. Weiter, dass er in verschiedenen Hilfsorganisationen wie zum Beispiel Amnesty International engagiert war und Dekan einer Baptistenkirche“.
Seit Baur-Timmerbrink ihren Vater in den USA gefunden hat, nutzt sie die bei der Suche gewonnenen Erfahrungen und Erkenntnisse, um andere Besatzungskinder bei der Suche nach ihren Vätern ehrenamtlich zu begleiten und mit Rat und Tat zu unterstützen. Im Rahmen der gemeinnützigen britischen Organisation GI Transatlantic Children’s Enterprise (GI-TRACE) hat sie bisher weit über 200 Frauen und Männern ermöglicht, ihre Väter zu finden. Ihr 2015 erschienenes Buch Wir Besatzungskinder reiht sich ein in neuere Forschungen zu Besatzungskindern in Deutschland und Österreich. Es basiert auf Baur-Timmerbrinks ehrenamtlicher Arbeit, enthält praktische Hinweise zur Vatersuche und versammelt zwölf Porträts von Besatzungskindern aus Deutschland und Österreich. Sie schildere auch, „warum freiwillige Beziehungen der Mütter von vielen in der Gesellschaft als moralische Entgleisung und nationaler Verrat verurteilt wurden, und wie sich dies in der Diskriminierung zahlreicher Besatzungskinder fortsetzte“, so eine Rezension von Maren Röger.
Das Engagement von Ute Baur-Timmerbrink als Wegweiserin sei für die zahlreichen Besatzungskinder in Deutschland und Österreich, die bis in die heutige Zeit hinein auf der Suche nach ihren leiblichen Vätern sind, hilfreich und ermutigend. Ihre einschlägige Publikation, ihre Vorträge und Veranstaltungen halten in Deutschland und europaweit die Erinnerung an die nicht allzu selten unbeachtet gelassenen Besatzungskinder wach. Weiterhin werden ihre Lebenserfahrungen und ihr Engagement in der Arbeit von Soziologen, Psychologen, Erziehungswissenschaftlern und Historikern rezipiert, die Baur-Timmerbrinks Expertise bei dem Studium dieses Forschungsfeldes schätzen und nutzen.

## Ehrungen
- Bundesverdienstkreuz am Bande (2017)

## Schriften (Auswahl)
- Wir Besatzungskinder: Töchter und Söhne alliierter Soldaten erzählen. Ch. Links Verlag, Berlin 2015, ISBN 978-3-86153-819-6
- „Das solltest du nie erfahren“. Verschwiegene Eltern. In: Barbara Stelzl-Marx, Silke Satjukow (Hrsg.): Besatzungskinder. Die Nachkommen alliierter Soldaten in Österreich und Deutschland. Böhlau, Wien 2015, ISBN 978-3-205-79657-2, S. 446–452
- Mi djeca okupacije. Pripovijesti kcerki i sinova Saveznickih vojnika. TPO Fondacija, Sarajevo 2016, ISBN 978-9958-0386-9-3